# 迪亚巴克尔
迪亚巴克尔（土耳其語：Diyarbakır，羅馬化：Diyâr-ı Bekr，羅馬化：Amida，羅馬化：Amid），为土耳其东南部最大的城市、迪亚巴克尔省省会。总人口约600,000。当地居民以库尔德人为主。该城市被誉为“土耳其库尔德斯坦的非官方首都”。

## 語源學
在亞述帝國時，“Amid”一詞的意思是鞘中的劍，同樣的名字也用於當時的敘利亞和阿拉伯人中。 古羅馬和拜占庭帝國稱之為“亞米大”（Amida）。 阿爾圖格王朝和白羊王朝時因其城牆顏色而稱之為“黑色阿米德”（Kara Amid），同時也稱為“黑堡”（Kara Kale）。 在Book of Dede Korkut和一些其他土耳其文獻中，也稱Kara Hamid。
在7世紀阿拉伯人入侵後，阿拉伯貝克爾族佔領該城， 並將之改名為Diyar Bakr （意為：巴克爾族的地產，波斯語：Diyar-ı Bekir）。 1937年，凱末爾參觀該城，並將之改為現名Diyarbakır。

## 经济
经济以轻工业为主，有纺织、皮革等工业。

## 名胜古迹
该市有罗马时代的古城墙。